# Megen
Megen ist eine Stadt in der niederländischen Provinz Noord-Brabant. Sie gehört zur Gemeinde Oss.

## Geografie
Megen liegt am Fluss Maas.

## Geschichte
Die Region an der Maas wurde bereits seit 2000 v. Chr. von den Galliern besiedelt. Der Name Megen stammt vermutlich vom gallischen Wort magos (Ebene, Markt), das zu magus latinisiert wurde. Megen bzw. Meginus wurde erstmals 721 erwähnt, erhielt aber erst 1357 das Stadt- und Zollrecht von Willem Dicbier. Kurz darauf wurde eine Festung errichtet, von der heute noch der Gefängnisturm erhalten ist.
Im Jahr 1645 errichtete der Franziskaner-Orden ein Kloster und eine Lateinschule. Die Klarissen folgten 1721 mit dem Bau des Klosters Sint-Josephsberg, nachdem sie fünf Jahre zuvor aus Boxtel vertrieben worden waren.

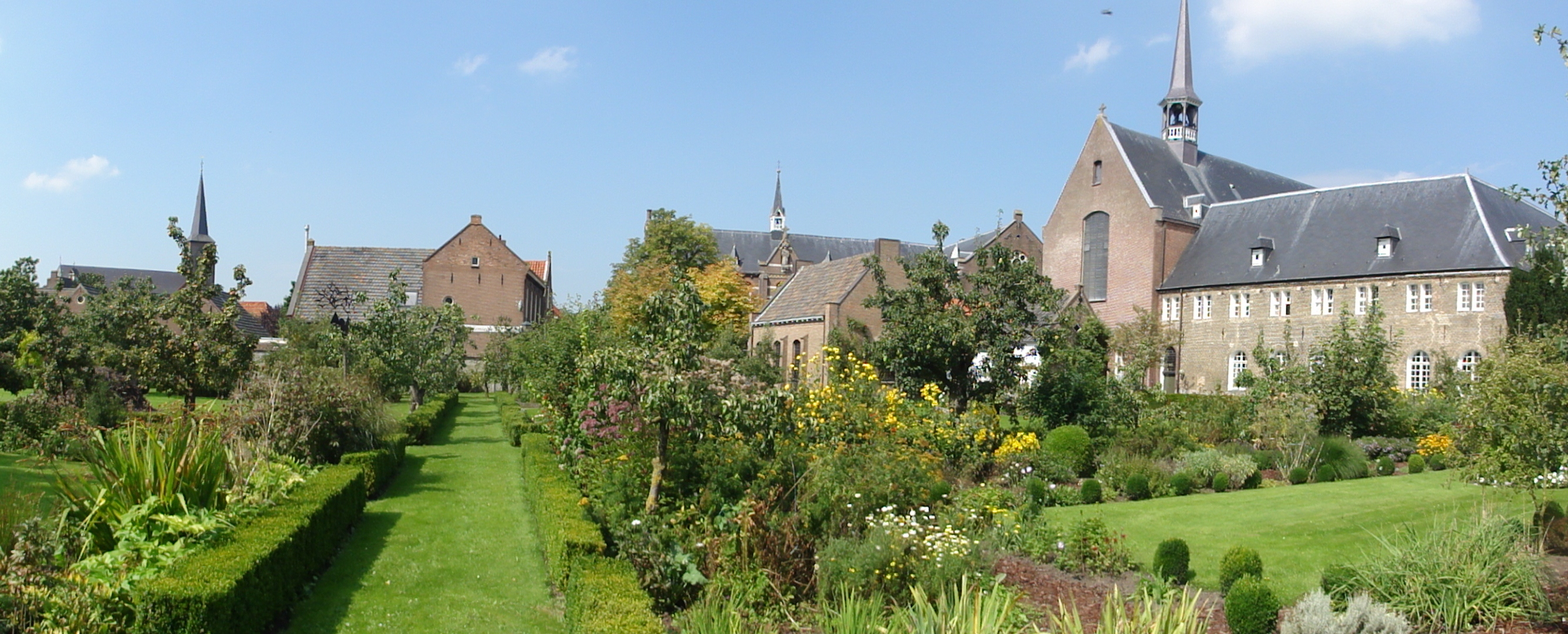
Panorama von Megen mit Kirche, Kloster und Lateinschule

1875 wurde eine Mühle errichtet.